# كرسول سيدومي الأوراق
كرسول سيدومي الأوراق (الاسم العلمي:Crassula sediflora) هو نوع نباتي يتبع جنس الكرسول من فصيلة الكرسولية.